# Рацький замок
Рацький замок або Замок Рака або Град Рака (словен. Grad Raka) є одним з найстаріших середньовікових замків Словенії. Рака розташований в общині Кршко.

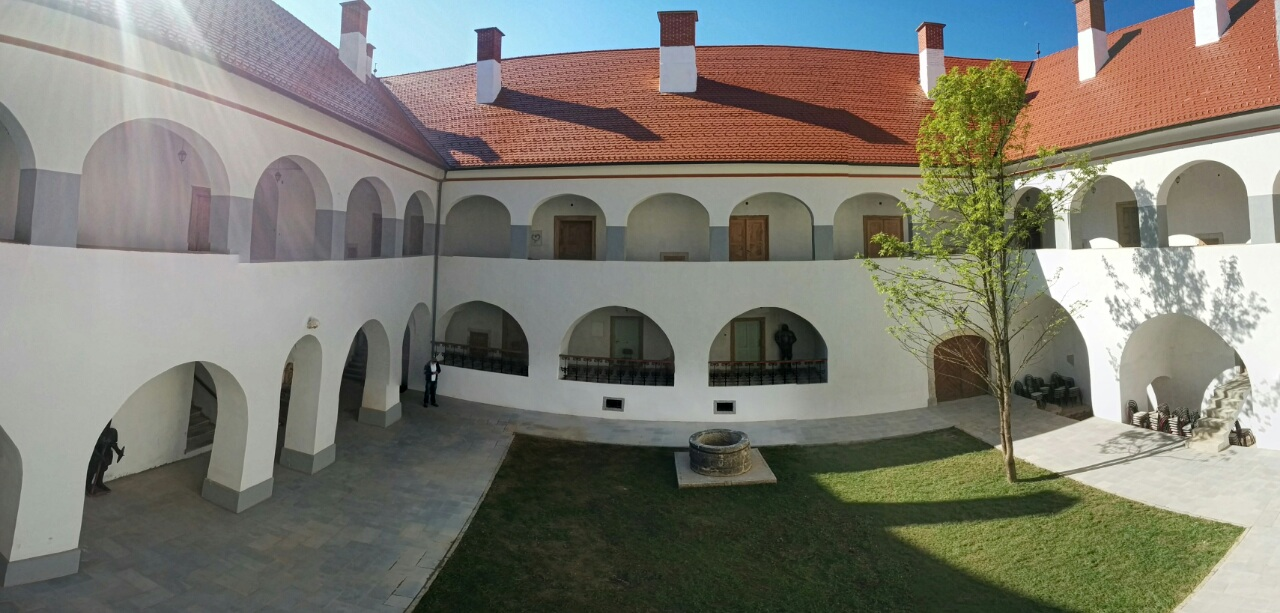
Рацький замок

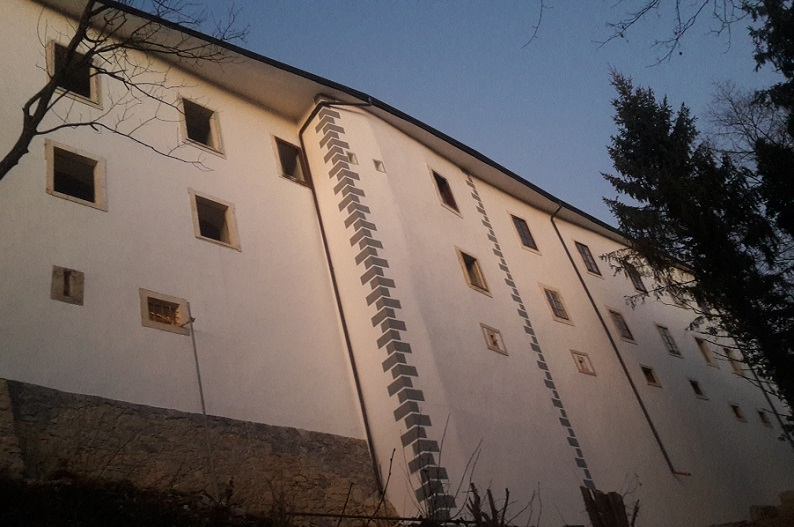

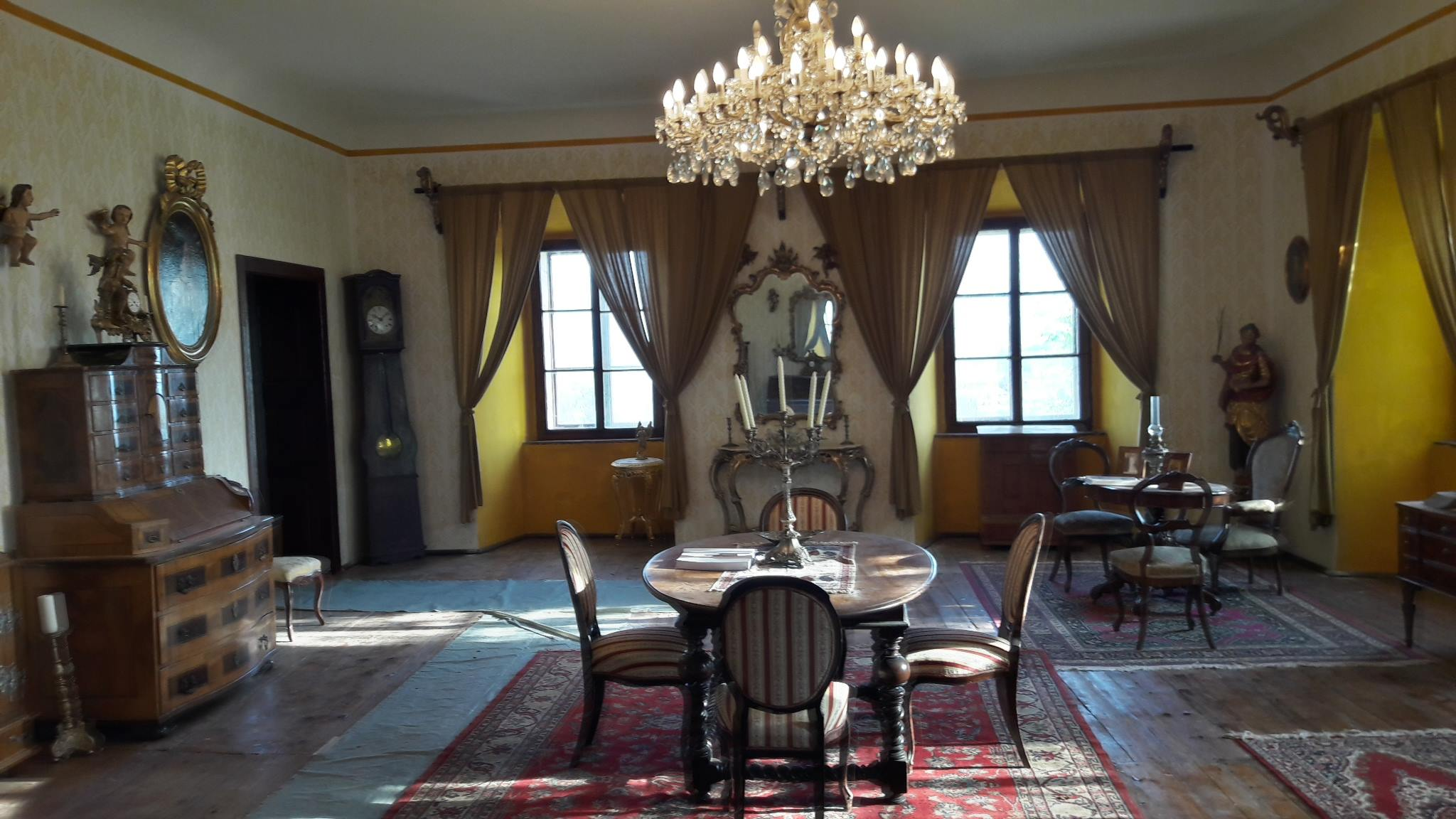

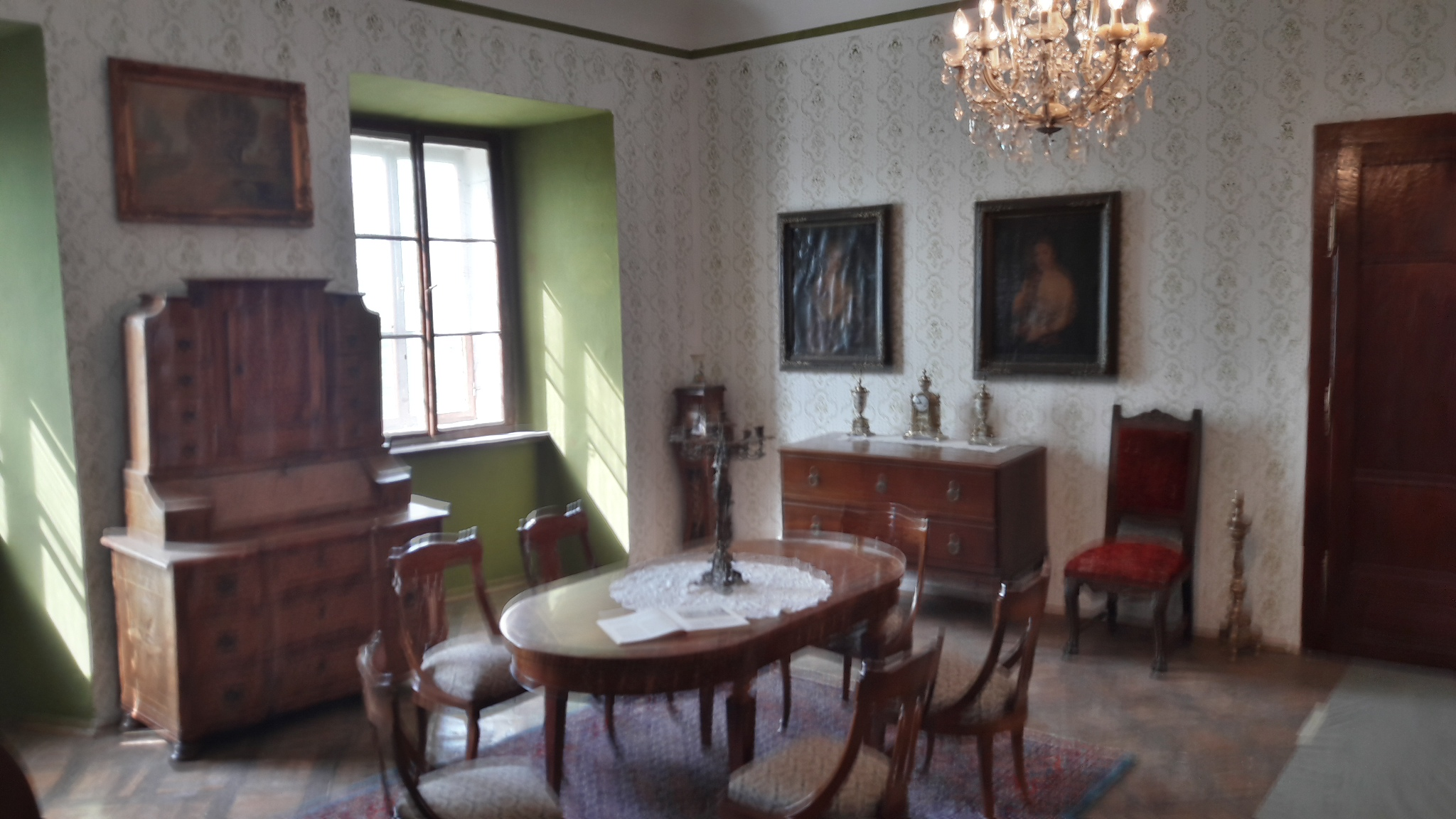

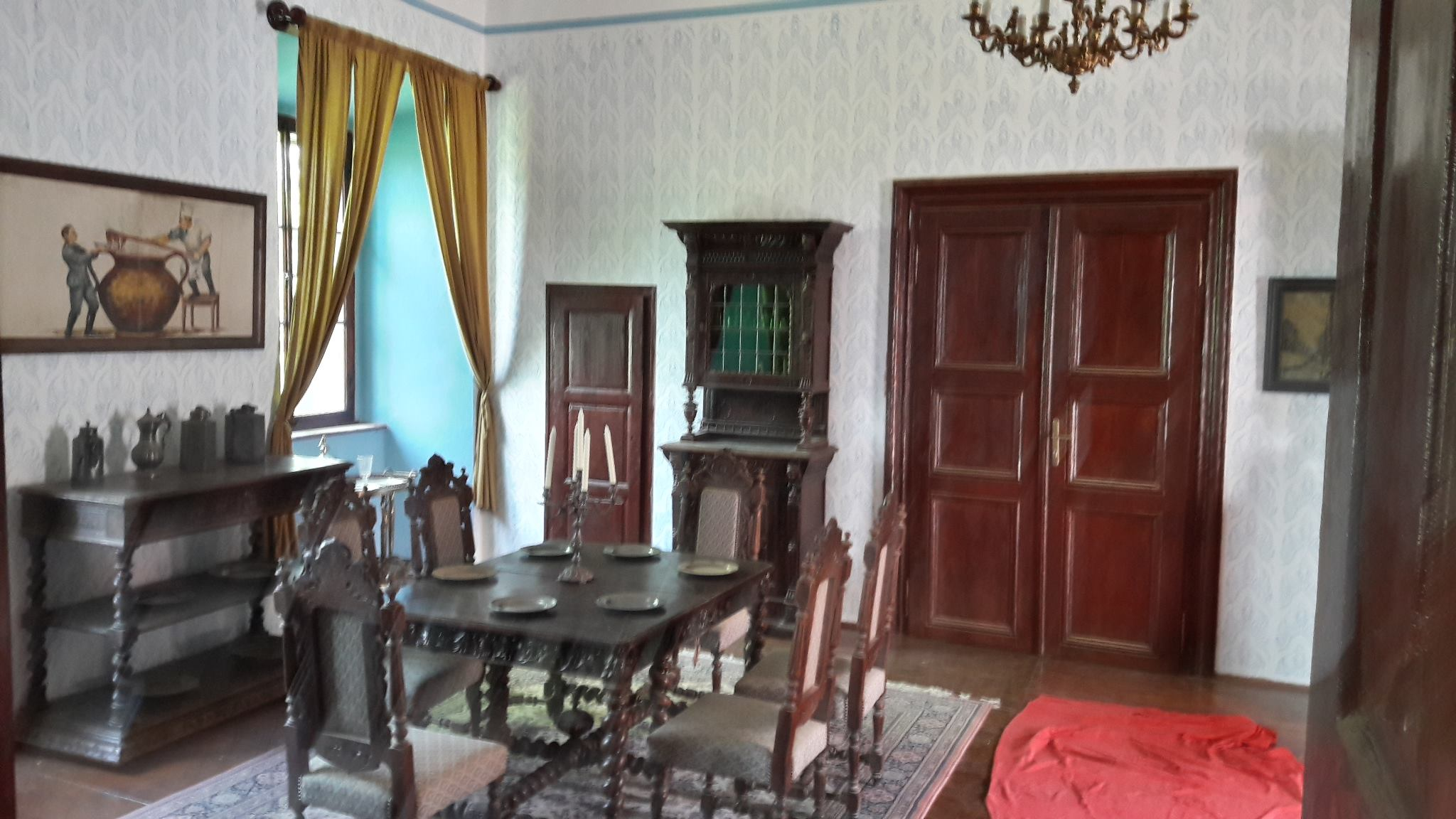

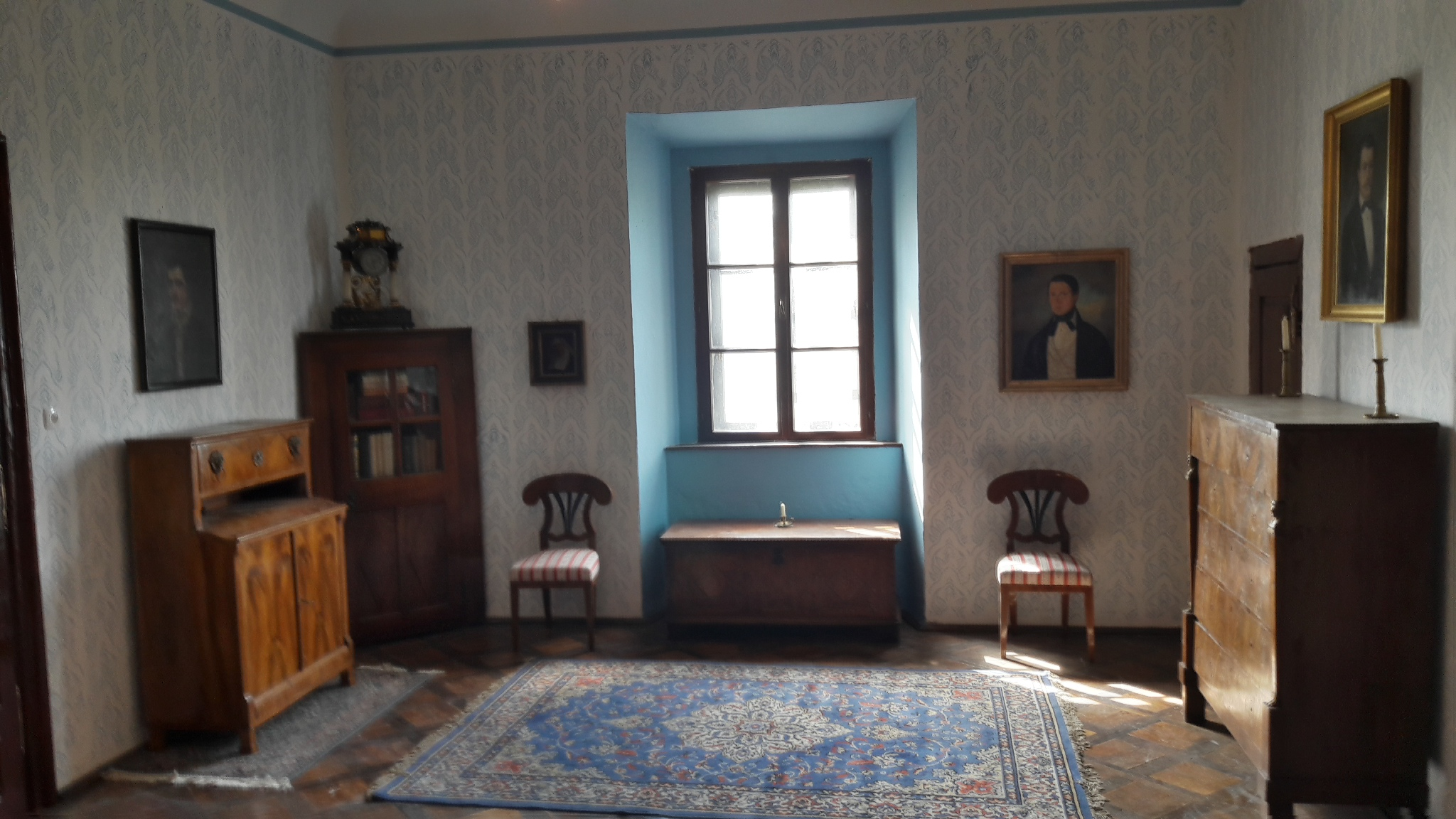

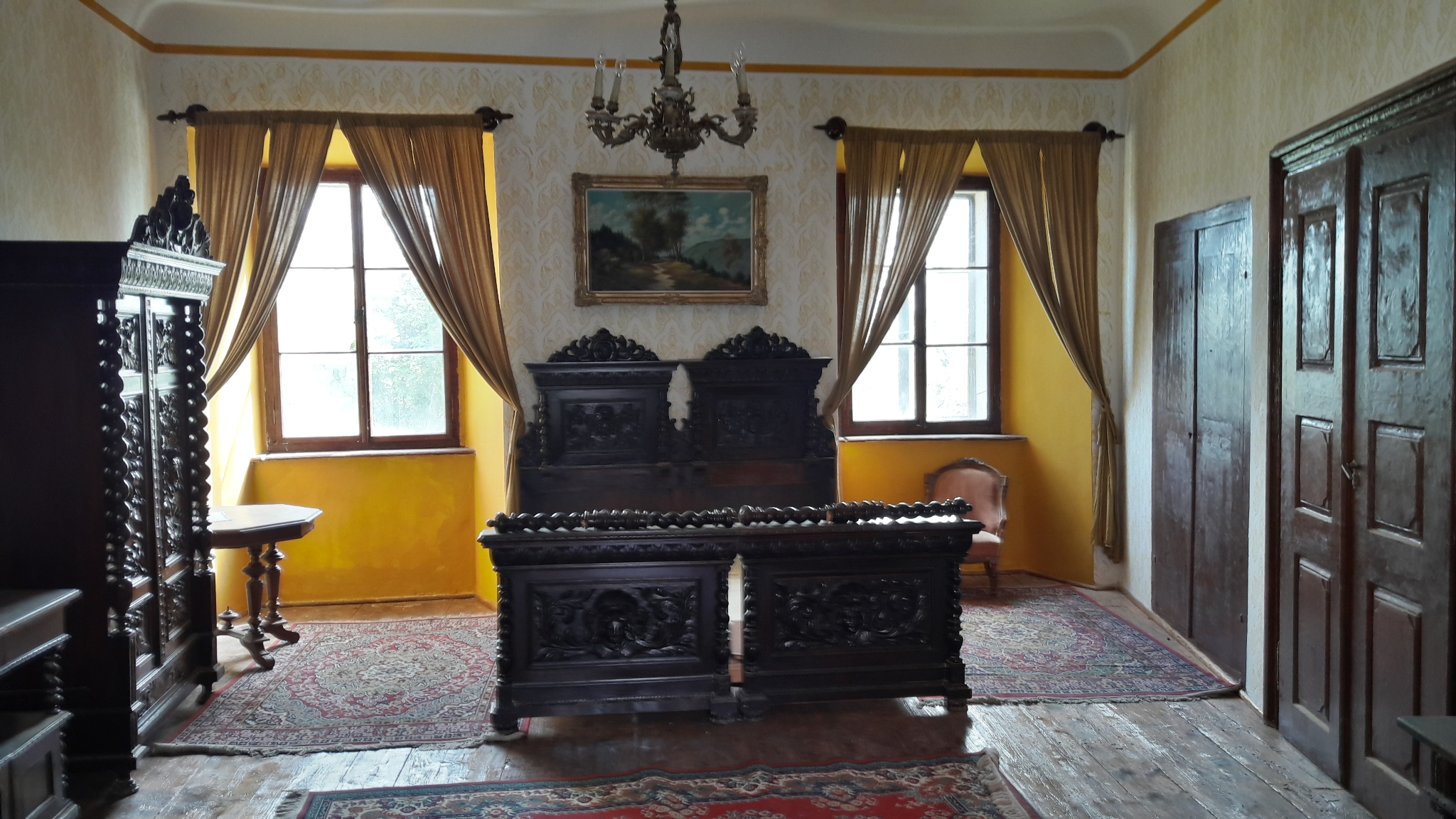

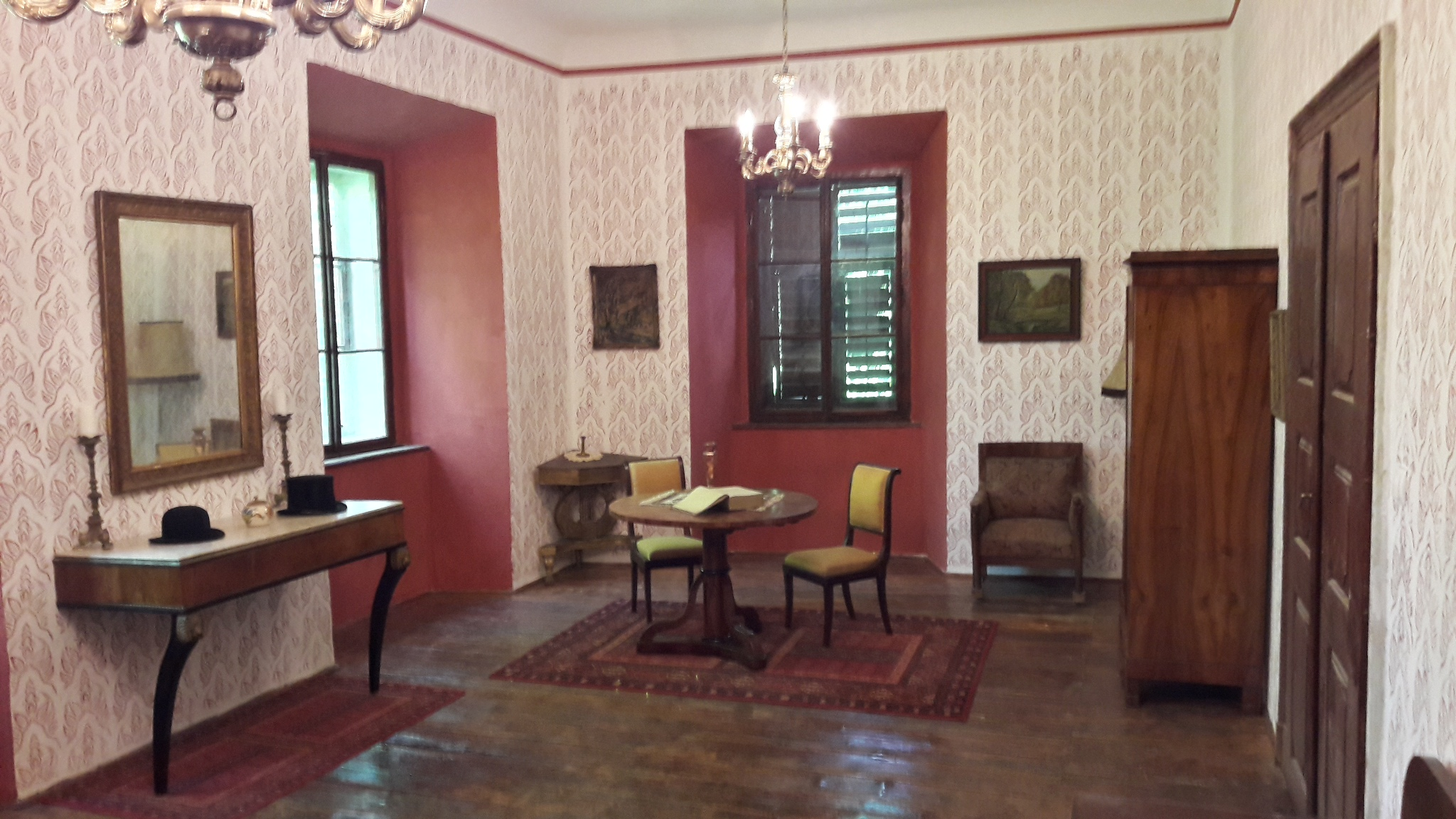

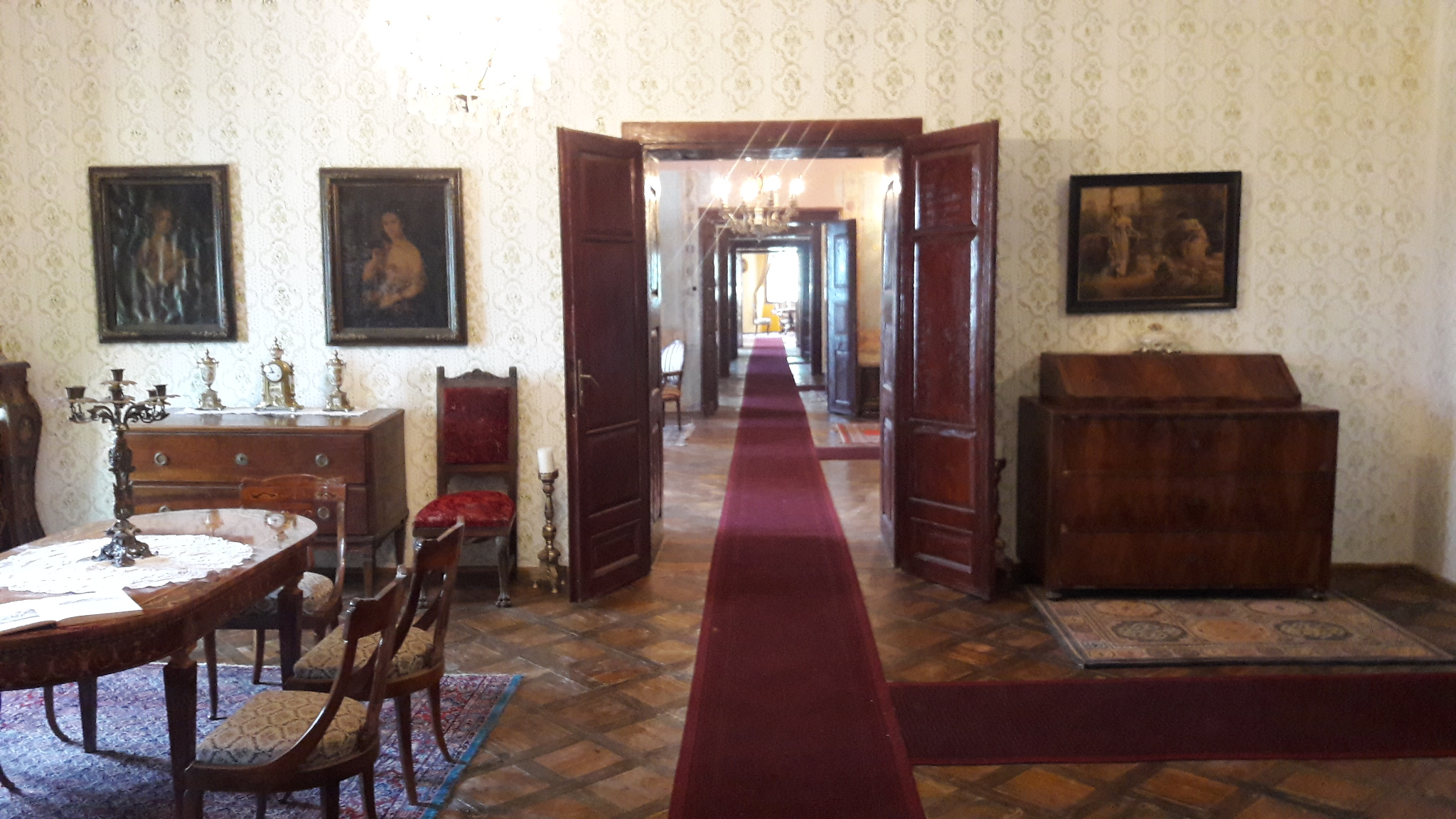

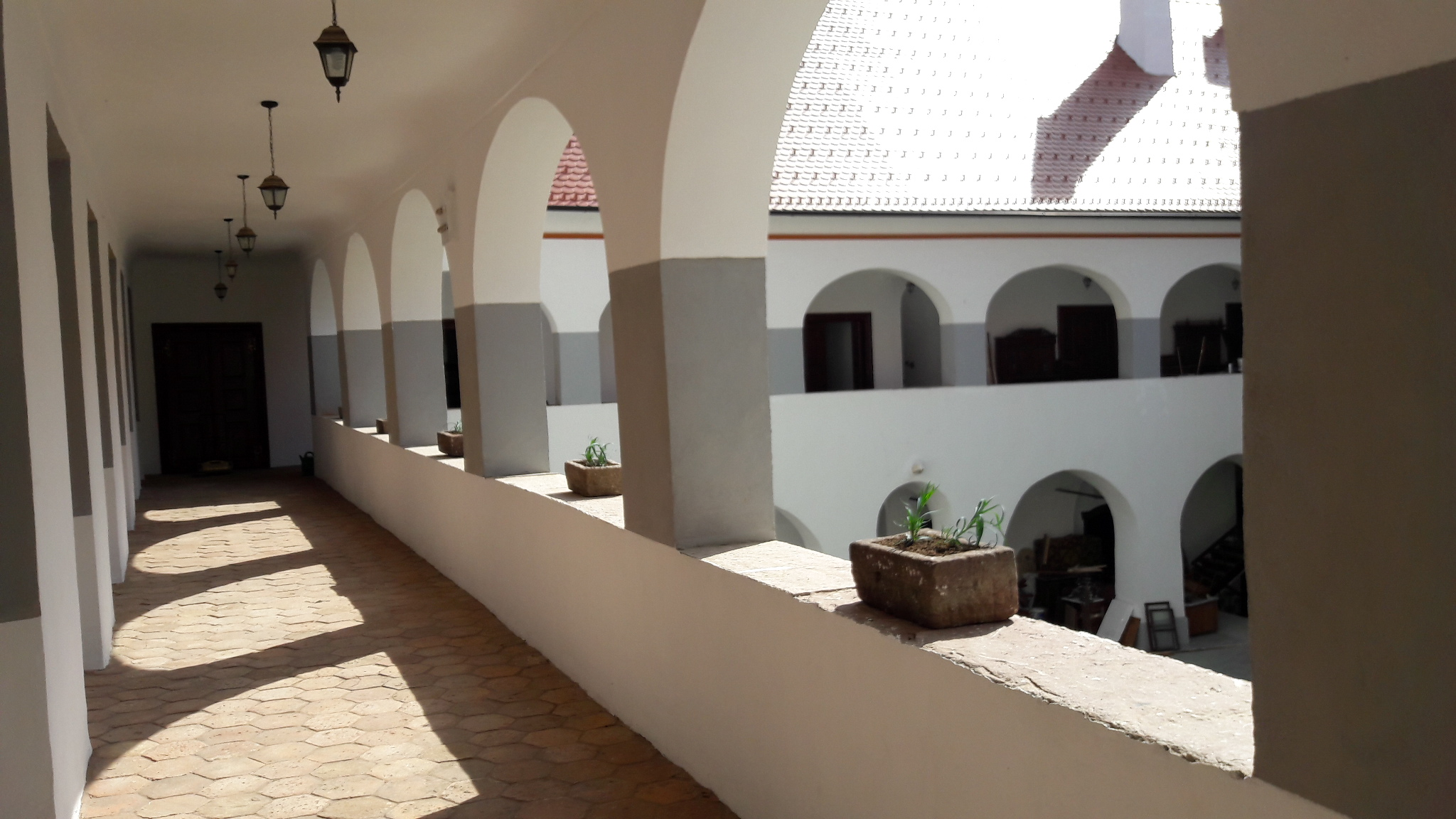

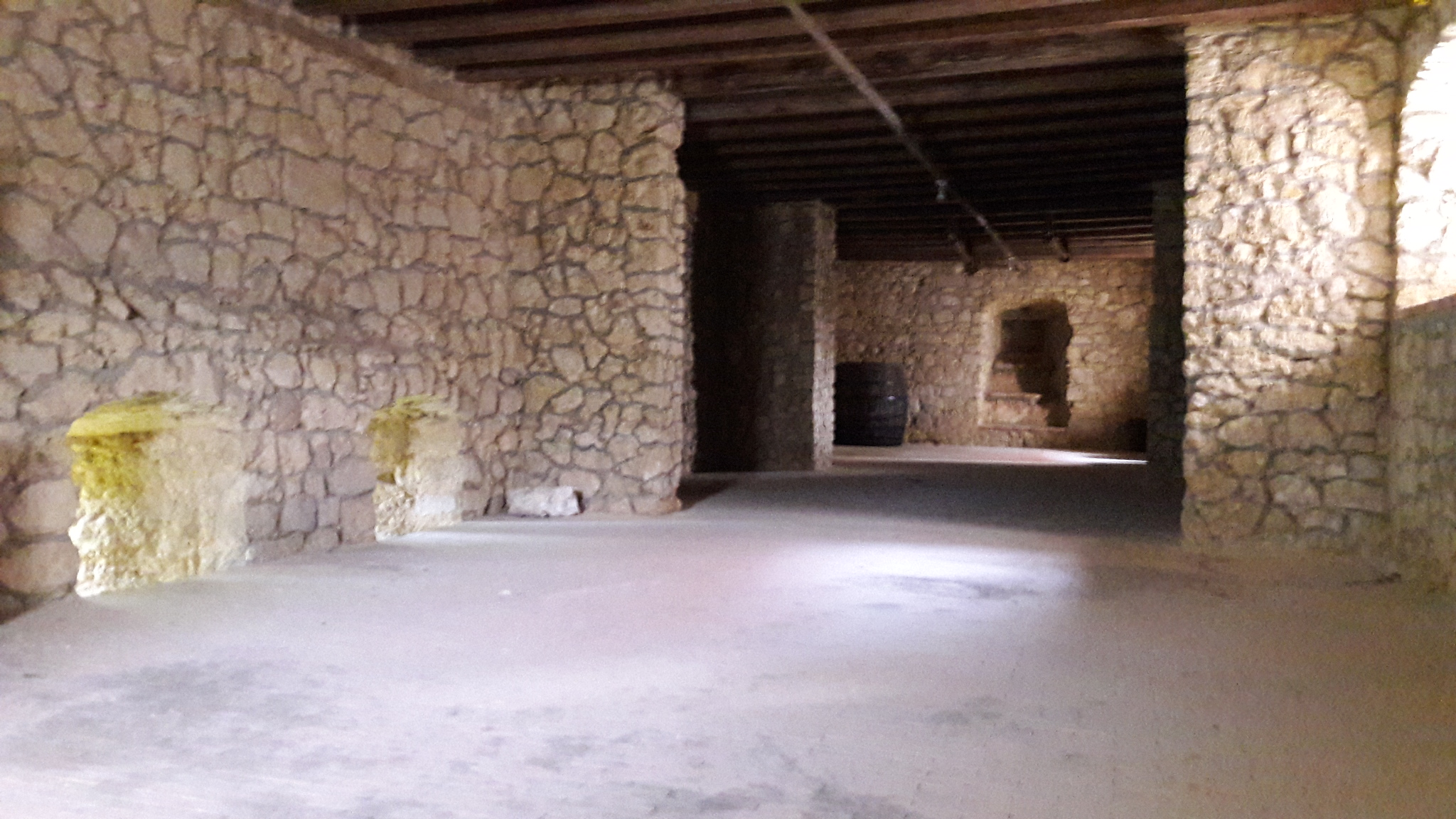

Панорама

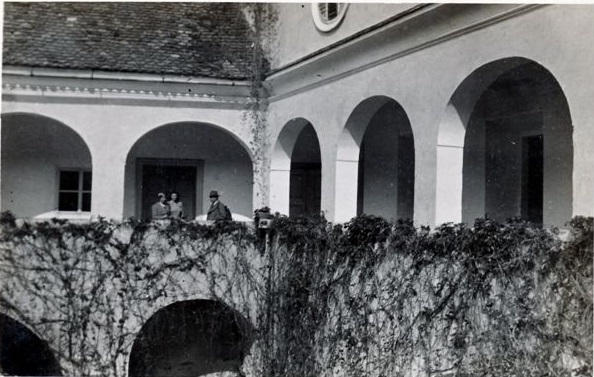
Фрак Баєц, Рацький замок 1940

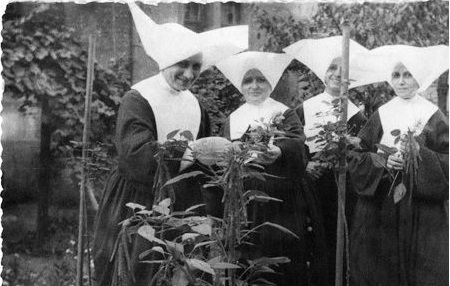
Рацький замок 1948—1998

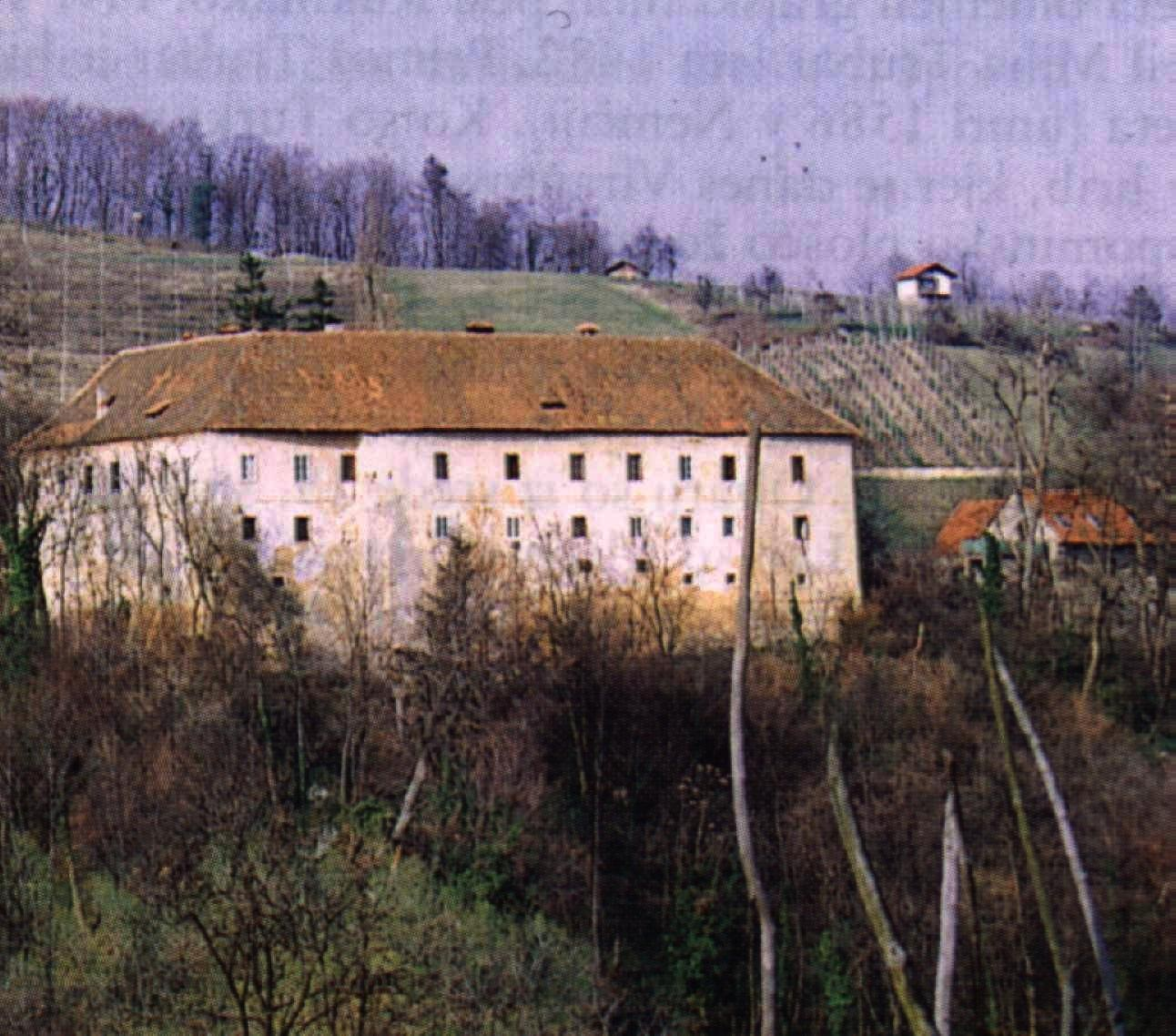
Рацький замок 1995

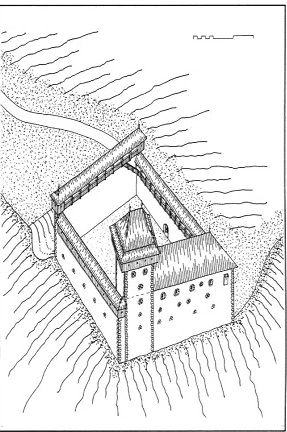

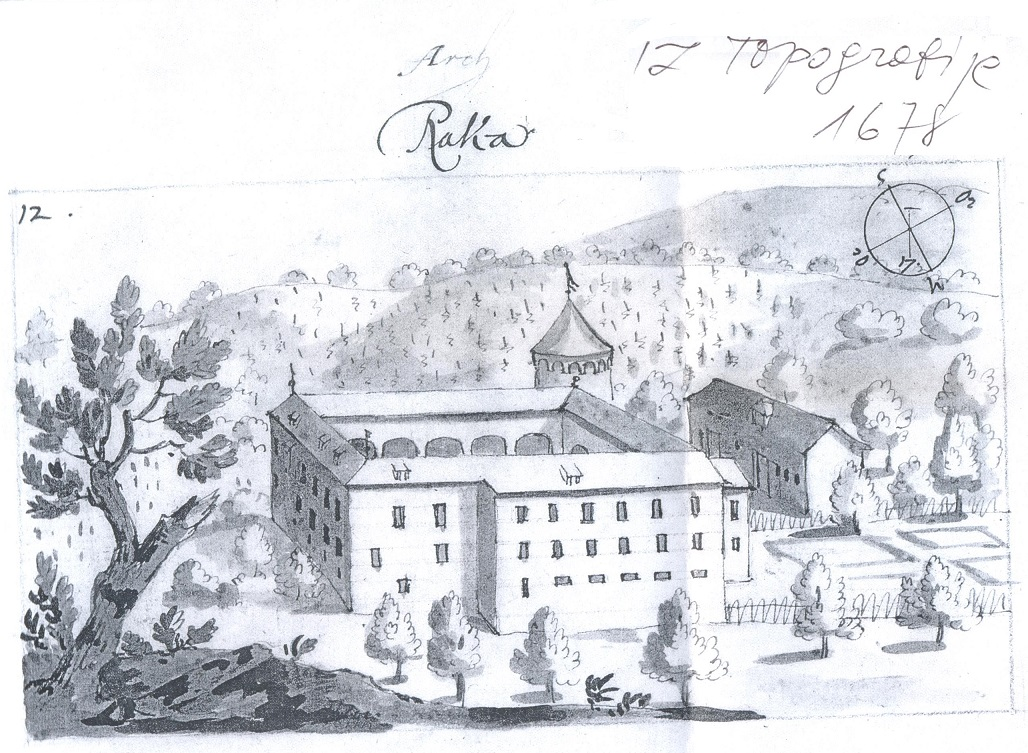
Топографія, 1678 рік.

## Історія
Рацький замок (нім. Arch) вперше був згаданий в 1161 році та як Castrum Arch в 1279 році. Збудований не пізніше другої половини XII століття графами Богенами, потім був успадкований Андекською династією, а згодом перейшов у володіння герцогів Спанхайм. Нарешті, замок був проданий родичем лицарів Арків барону Георгу фон Шейєру.
Лицарі Арки керували Рацьким замком з 1248 року до кінця своєї династії наприкінці XV століття. У 1501 році їх родич, Леонард Геріч з Комполє біля Благовиці, продав замок барону Георгу фон Шейєру з Сотески. Пізніше в 1515 році замок був спалений під час селянського повстання. У 1525 році ерцгерцог Карл надав замок і його садибу у феод барону Йоганну Бальтазару фон Вернеку. На початку XVII століття його співвласником був барон Йоганн Руесс фон Руессенштейн.
Протягом XVII століття Рацький замок належав баронам Вернекам і, в кінцевому підсумку, був проданий сім'ї Кайзель, яка біля замку влаштувала теплиці і водойму з розведенням крабів. Старий замок був збережений від занепаду бароном Францем Карлом Халлером фон Халлерштейном, який володів ним з 1784 по 1825 рік. Він надав йому зовсім інший вишуканий вигляд, включаючи нові ландшафтні сади і кілька спеціально побудованих господарських споруд. Він ще більше розширив маєток завдяки частковому продажу садиби Студениці в 1800 році й Доленє Радулє в 1811 році.
Наприкінці XIX століття замок належав знатному Феліксу Ленку. Після того, як він одружився з американською жінкою, Ленк збудував поблизу лісопильню, висаджував виноградники й встановив в замку водопровід з водою з сусіднього джерела Полтер.
Замок використовувався як військовий форпост під час Другої світової війни. У 1948 році, після вигнання з монастиря, дочки милосердя переїхали до замку, де вони залишалися до 1998 року.
У 2007 році замок був оголошений пам'яткою особливого архітектурного чи історичного інтересу общини Кршко для захисту цілісності ландшафтного, архітектурного, мистецького та історичного значення.

## Архітектура
Рацький замок — це чотирикутна триповерхова будівля з частковим підвалом. На півночі він має фасад з одинадцятьма відсіками, а зі східної сторони — з вісьмома.
На заході й півдні особняк оточений лісовими масивами та заростями. Проїзд навколо самого замку можливий уздовж вузького, непрямого шляху. Один входить в аркадний дворик через великий камінний портал у стилі класицизму. Замок (особняк) був вакантним і порожнім з від'їзду сестер милосердя в 1998 році. Деякі меблі, туалети та ванні кімнати залишаються недоторканими.
Монахині встановили водопровід в особняку, закрили аркади двору деревом і склом, частково відремонтували дах (який згодом занепав) і побудували простий цегляний гараж за особняком. Тільки південні та західні крила будівлі мають підвали, до яких можна дістатися широкими дерев'яними сходами безпосередньо з двору.
В недавньому минулому перший поверх використовувався переважно для тваринництва. Зерносховище і комора, розташовані на піднесеному першому поверсі західного крила, були обладнані підлоговими відсіками для зберігання сільськогосподарських культур і дерев'яними стельовими балками для підвішування продукції, різних виробів, що походять з маєтку, і загальних корисних речей. Широкі кам'яні сходи, розташовані посередині східного крила, ведуть від аркадного коридору до кімнат першого поверху, деякі з яких розділені. Дерев'яні підлоги покриті лінолеумом.
У центральній частині південного крила знаходиться зал з плоскою стелею і паркетною підлогою в бароковому стилі. Одна з найкраще збережених кімнат називається кімнатою Йоганни. На зовнішній стороні ручний підіймач (ліфт) використовувався для передачі їжі з кухні в кімнати. Також цікава область розподілу продуктів з невеликою, добре збереженою, вбудованою шафою і бар'єром, а також прилавок розподілу з сервантами.
Хоча цей простір більший за інші кімнати, він не є центральним. Замість цього він з'єднує південне крило з західним і веде до єдиної відкритої аркади над північним входом, обрамляючи тільки прохід. На мансарді місцями є оригінальні підлогові покриття.
Замок був придбаний Роком Меяком у грудні 2014 року.
Замок закритий для відвідувачів до подальшого відвідування. Очікується, що ремонтні роботи почнуться в серпні 2015 року.